# Jereruk
Jereruk (orm. Երերույքի տաճար) – starożytna bazylika znajdująca się w pobliżu wioski Anipemza w prowincji Szirak w Armenii. Jej powstanie datuje się na IV wiek, co czyni ją jednym z najstarszych zachowanych chrześcijańskich zabytków na obszarze Kaukazu Południowego. Bazylika uważana jest za jeden z przykładów architektury ormiańskiej, nawiązującej do epoki paleochrześcijańskiej.
Od 1995 roku, bazylika wpisana na armeńską listę informacyjną UNESCO.